# Węgrów
Węgrów è una città polacca del distretto di Węgrów nel voivodato della Masovia.
Ricopre una superficie di 35,45 km² e nel 2006 contava 12 572 abitanti.